# حاسي زهانة
حاسي زهانة بلدية جزائرية في دائرة بن باديس  التابعة لولاية سيدي بلعباس شمال غرب الجزائر.